# Tekken 2: Kazuya’s Revenge
Tekken 2: Kazuya's Revenge ist ein im Januar 2014 veröffentlichter Martial-Arts-Film, der sich an der Spieleserie Tekken orientiert. Er ist das Prequel zu Tekken.

## Inhalt
Kazuya wacht in einem unbekannten Hotel auf, weiß aber nicht, wer er ist und wie er zum Hotel gekommen ist. Dank Visionen entdeckt er, dass er angegriffen und entführt wurde und sich in einen Killer verwandelt hat. Auf einer Mission um jemanden namens Bryan Fury zu töten, entdeckt er, dass Fury Hinweise auf seine wahre Identität hat. Zusammen mit Fury unternimmt er eine Entdeckungsreise, um sich ein für alle Mal mit der Vergangenheit auseinanderzusetzen.

## Kritik
Der Film wurde mit einer IMDB-Bewertung von 2,8 im Durchschnitt bis schlecht aufgenommen.  Die Geschichte wäre hauchdünn mit verschiedenen Handlungslücken und Fehlern, bei denen die Beziehung zur Spieleserie schwer zu finden ist.
Der Filmdienst urteilte, die Produktion sei ein „[ö]der Prügelfilm, der mit dem zugrundeliegenden Computerspiel kaum etwas zu tun“ habe. Der „inszenatorische Dilettantismus“ werde gerade in den Kampfszenen deutlich.